# Asobara napocola
Asobara napocola är en stekelart som beskrevs av Fischer 2007. Asobara napocola ingår i släktet Asobara och familjen bracksteklar. Inga underarter finns listade.